# Sistema Séré de Rivières
Il Sistema Séré de Rivières è un insieme di fortificazioni costruito a partire dal 1874 sino al principio della prima guerra mondiale lungo le frontiere e le coste della Francia. Deve il proprio nome al suo ideatore e promotore, il generale Séré de Rivières. Il sistema fortificato venne ideato e finanziato allo scopo di difendere la Francia dalla possibile sconfitta come quella subita 1870 nella guerra franco-prussiana, dove l'assenza di un'articolata linea difensiva permise la penetrazione in territorio francese dell'esercito prussiano, il quale riuscì ad accerchiare l'esercito francese asserragliato nelle piazzeforti di Metz e Sedan. Le due città-fortezza difesero sì l'aggredito, ma lo isolarono e ne impedirono il rifornimento cosicché la resa fu inevitabile. Il nuovo sistema difensivo, che portò le fortificazioni al di fuori dei centri abitati, venne costruito in modo tale che tutte le opere fossero in grado di proteggersi a vicenda tramite il tiro incrociato e tramite un sistema di comunicazioni e vie d'accesso arretrate.

## Nascita del Sistema
L'indomani della guerra franco-prussiana la Francia si ritrovò fortemente indebolita ed isolata dal resto dell'Europa, sotto la minaccia di una Germania rinforzata dalla conquista dell'Alsazia e della Mosella.
Parallelamente all'evacuazione delle ultime truppe tedesche d'occupazione, fu creato il Comité de Défense, in carica dal 1872 al 1888, il cui compito era la riorganizzazione difensiva di tutte le frontiere francesi, sia terrestri che marittime. Era necessario in primo luogo colmare la breccia lasciata dalla perdita delle piazzeforti del nordest, modernizzare le strutture più antiquate che si erano dimostrate inadeguate durante l'ultimo conflitto, e costruire nuove fortificazioni adatte alle recenti tecniche di combattimento, soprattutto ai progressi dell'artiglieria.
Il comitato venne istituito per decreto presidenziale il 28 luglio 1872; contava alla nascita nove membri, fra cui il ministro della guerra e rappresentanti dell'Arma di artiglieria e del Genio
Il generale Séré de Rivières, comandante del Genio del II Corpo d'armata di Versailles, fu nominato segretario del comitato nel 1873; il 1º febbraio 1874 fu promosso a capo del servizio del Genio al ministero della guerra. Durante questi anni Séré de Rivières fu la "mente pensante" del comitato, avendo tutte le capacità necessarie per imporre le proprie idee e portarle avanti senza una reale opposizione.
I lavori di costruzione ebbero inizio nel 1874.
Nel 1880, quando i lavori si trovavano già in fase avanzata, in seguito a rivalità interne e a manovre politiche il generale Séré de Rivières fu allontanato dal comitato; ciononostante il lavoro previsto continuò.

## Le fortificazioni del 1874
Dopo quanto edificato dal Vauban, le fortificazioni francesi non avevano praticamente subito evoluzioni nel corso del XIX secolo. Durante i combattimenti del 1870 mostrarono rapidamente i propri limiti: il principio della "cittadella imprendibile" non poté resistere alla guerra. Ciò fece dunque ripensare il concetto di piazzaforte cercando di adattarlo ai progressi dell'artiglieria. Basta quindi con le cittadelle ad inglobare le città, ma i forti dovevano essere distanti da esse, ad una dozzina di chilometri o più dal centro urbano, per tenere l'artiglieria nemica sufficientemente lontana. Si creò quindi da allora, attorno alla piazzaforte, una cintura di forti distanti fra loro solo pochi chilometri, in modo da coprirsi reciprocamente.
I forti abbandonarono il principio del bastione, anch'esso divenuto obsoleto di fronte all'evoluzione degli armamenti. Il loro impianto si poté semplificare in un poligono circondato da un fossato protetto dal fuoco di organi di fiancheggiamento chiamati caponiere (evoluzione del bastione). I forti, costruiti in mattoni e pietra da taglio, erano organizzati attorno alle caserme utilizzate per alloggiare la guarnigione e proteggerla dai bombardamenti. I pezzi d'artiglieria erano disposti sulla copertura del forte, spesso all'aperto.
Oltre alle diverse piazzeforti ripartite lungo le frontiere e ad un gran numero di postazioni per artiglieria costiera, in particolar modo lungo il confine franco-tedesco furono costruite ridotte difensive (una linea di forti congiungenti le piazzeforti), e tutta una serie di fortificazioni isolate denominate "forti d'arresto", destinate a controllare punti di passaggio obbligato e obiettivi sensibili. Si possono citare ad esempio le piazzeforti di Verdun, Toul, Épinal, Belfort nel nordest, di Parigi, di Brest, le due ridotte difensive della Mosa (a congiungere le piazze di Verdun e di Toul) e dell'Alta Mosella (da Épinal a Belfort attraverso i Vosgi).
Una terza ridotta era stata proposta fra Digione e Chagny, con una posizione avanzata ad Autun, il tutto a costituire la zona fortificata del Morvan, ma non fu realizzata.
Per quanto riguarda i forti d'arresto si possono citare quello di Manonviller (Meurthe e Mosella), a proteggere la ferrovia Saverne-Parigi, e quello di Bourlémont (Vosgi).

## La rivoluzione nell'artiglieria
Fra il 1883 e il 1885 si verificò una vera e propria rivoluzione nel campo dell'artiglieria, con l'introduzione di nuovi materiali, particolarmente la canna rigata nei cannoni e l'invenzione dell'acido picrico, un potente esplosivo in grado di decuplicare il potere distruttivo dell'artiglieria. A partire da prove realizzate sul forte di Malmaison, ci si rese conto che tutte le fortificazioni costruite sino ad allora erano divenute obsolete. I mattoni non erano più sufficientemente resistenti, e i pezzi di artiglieria postati sulle sovrastrutture erano divenuti estremamente vulnerabili. Si dovette quindi cercare una risposta a tali nuove minacce.
La soluzione si trovò rapidamente grazie alla scoperta, avvenuta qualche anno prima, di un cemento speciale che opponeva una sufficiente resistenza ai nuovi esplosivi; inoltre nel 1885 si introdusse il cemento armato, che permise alle fortificazioni Séré de Rivières di rimanere al passo coi tempi. Rimaneva da risolvere un ultimo punto: che fare dei forti già costruiti, che rappresentavano già una gran parte del sistema.
La decisione fu di modernizzare alcuni forti e mantenere com'erano o declassare gli altri. Dopo di che si iniziò a gettare su alcuni di essi una copertura in cemento per proteggere le strutture essenziali come le caserme; i forti iniziarono sempre più ad interrarsi, specie le polveriere, punto particolarmente sensibile nei forti di prima generazione.
Rimaneva il problema della protezione dell'artiglieria. Sebbene qualche tentativo fosse stato fatto già prima del 1874, venne data un'accelerazione in tal senso.

## Le corazzature
I progressi dell'industria in campo siderurgico diedero un grande aiuto agli ingegneri dedicatisi ai problemi di corazzatura. Nel 1875 dunque, col lavoro tra gli altri del comandante Mougin, le corazzature presero forma. Le prime ad essere installate furono
le casematte in ferro laminato (sistema Mougin); costruite a gruppi di quattro in tre dei forti della ridotta dell'Alta Mosella, furono concepite per alloggiare un cannone da 138 mm Reffye e blindate per resistere ai cannoni da campagna.
Il ferro laminato si rivelò un po' debole contro i nuovi armamenti e soprattutto contro l'artiglieria d'assedio, per cui Mougin propose un'evoluzione della sua casamatta, costruita in ghisa e prevista per resistere all'artiglieria d'assedio; ne furono installati dieci esemplari, equipaggiati con cannoni da 155 mm L Mle. 1877.
Mougin propose anche una torretta rotante in ghisa per due cannoni da 155mm: tale modello, fortemente innovativo per l'epoca, fu costruito in 25 esemplari. Ma anche la ghisa mostrò i suoi limiti di fronte alle nuove armi; si tentò di modernizzare alcune torrette, ma la maggior parte rimase come in origine, rapidamente sorpassata. L'uso della ghisa venne abbandonato nel 1882.

### La comparsa dell'acciaio
A partire dal 1885 si iniziò a prendere seriamente in considerazione il problema della corazzatura.
Da quel momento un certo numero di prototipi di corazzature (essenzialmente torrette) furono costruiti, e testati assai duramente per trovare un successore della torretta Mougin in ghisa.
L'acciaio messo a punto in quegli anni dalla Schneider & C. fu largamente impiegato.
Fra tutti i prototipi presentati si può ricordare la torretta rotante per due cannoni da 155 mm Mle 1877 a canna lunga del comandante Mougin (evoluzione della precedente) ed una torretta a scomparsa progettata dal tenente colonnello Bussière anch'essa per due 155 mm; quest'ultimo sistema diede dimostrazione della propria superiorità durante le prove condotte al campo di tiro di Châlons-en-Champagne fra il 1887 e il 1888.
Ma la torretta adottata definitivamente fu quella Modéle 1890 per due cannoni 155 mm canna lunga concepita dal capitano Galopin. Tale torretta, tecnicamente assai complessa, si dimostrò di grande efficienza. Ne vennero tuttavia installate solo cinque, in ragione del costo di fabbricazione molto elevato.

Ciononostante possiamo notare che i prototipi di torrette via via sviluppati per le varie prove furono conservati ed installati in differenti forti del Sistema Séré de Rivières.
A causa del costo della torretta Galopin bi-canna, l'inventore ne sviluppò una versione più piccola e più economica, adottata nel 1907, per un cannone da 155 mm a canna raccorciata. Se ne dovevano installare ventidue prima del 1914, ma solo dodici erano pronte allo scoppio della guerra. Sicuramente efficace, quella torretta sfoggiò la migliore corazza della sua epoca.

### Le corazzature leggere

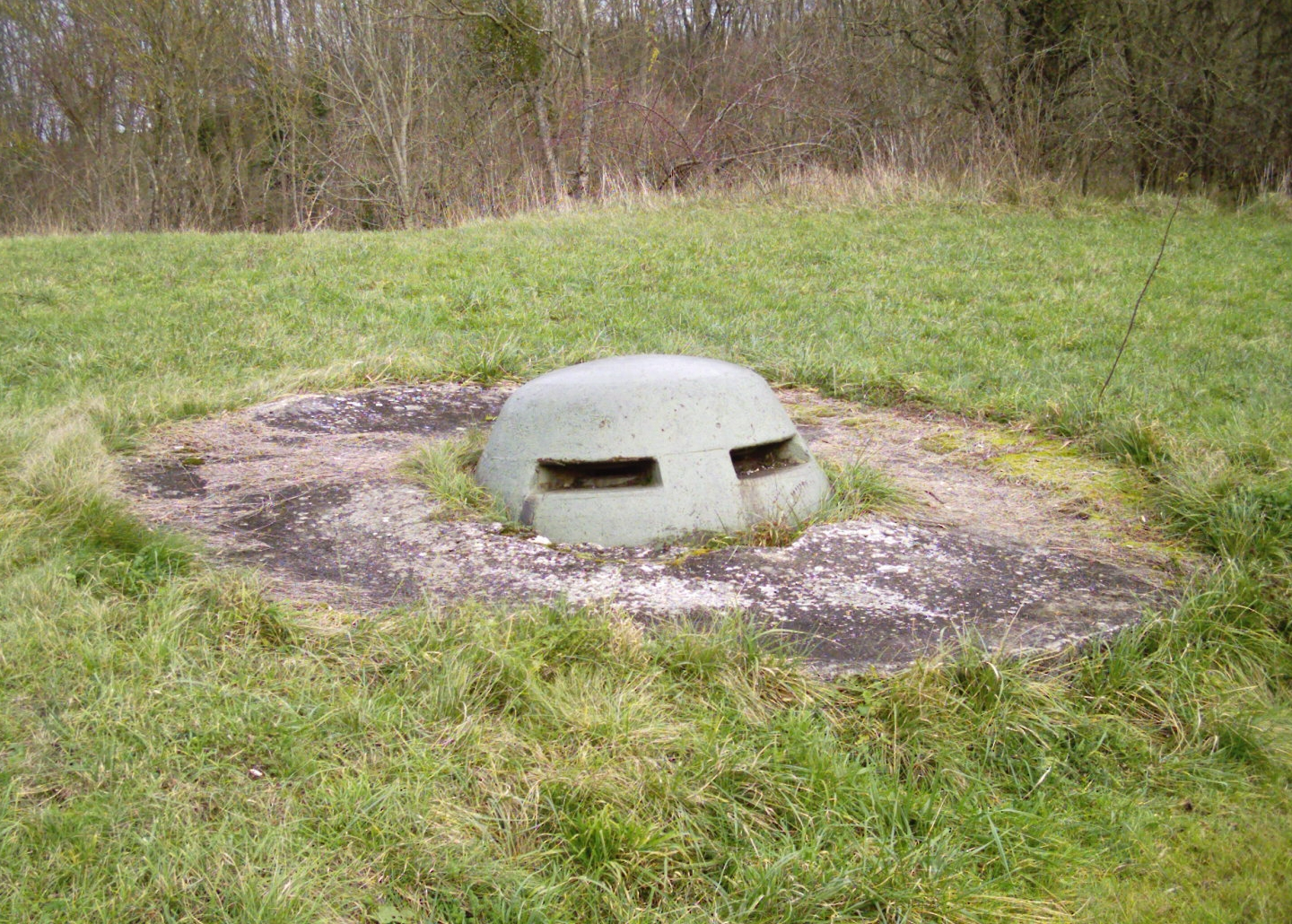
Postazione d'osservazione corazzata presso il forte di Villey-le-Sec

A fianco delle corazzature che possiamo considerare "pesanti", si trova una serie di corazzature più leggere, destinate all'osservazione o alla protezione delle armi, sia leggere che pesanti.
In effetti si decise di porre al riparo sia gli osservatori che i mezzi di difesa ravvicinata e di fiancheggiamento del forte. Fra tutte queste protezioni corazzate, ritroviamo garitte e posti di osservazione blindati, così come proiettori fotoelettrici ospitati in torrette a scomparsa.

Per le armi da fanteria possiamo citare la torretta a scomparsa da 57mm costruita nel 1890 dal tenente colonnello Bussière, equipaggiata con due cannoni da 57mm. Solo quattro esemplari ne furono costruiti ed installati: due al forte di Manonviller, una alle opere fortificate di Bouvron, e l'ultima alle fortificazioni nei pressi di Toul (questa in seguito trasformata per ricevere due cannoni da 75mm).
La torretta per mitragliatrici era inizialmente prevista per ricevere una Gatling a sette canne rotanti, rimpiazzata poi da due mitragliatrici Hotchkiss. Di questa piccola torretta furono installati 101 esemplari, il prototipo con la Gatling finì al forte di Manonviller.
La torretta da 75 mm Modèle 1905, equipaggiata col celebre cannone Deport in versione raccorciata, fu costruita in 73 esemplari, di cui solo 55 furono installati entro il 1914; continuò la propria carriera nell'ambito della Linea Maginot.

Possiamo inoltre citare le casematte Pamard, dal nome del loro inventore: si trattava di piccole corazzature fisse che potevano alloggiare una o due mitragliatrici; furono installate nel 1916 principalmente nei forti di Verdun.

### Le batterie in casamatta
Tra i primi progetti sperimentati ci fu quello di installare dei pezzi d'artiglieria (essenzialmente mortai in casematte di mattoni). In molti casi la muratura non resisteva allo spostamento d'aria dello sparo, e l'idea fu abbandonata fino all'apparizione delle casematte de Bourges: queste casematte in cemento devono il loro nome all'armamento che erano destinate a proteggere, ossia due cannoni da 75 mm de Bourges Modèle 1897. Costruite su un unico disegno avevano il compito di battere col loro fuoco gli spazi fra un forte e l'altro; sovente furono preferite alle torrette 75 mm Modèle 1905 per il costo largamente inferiore.

## Organizzazione difensiva

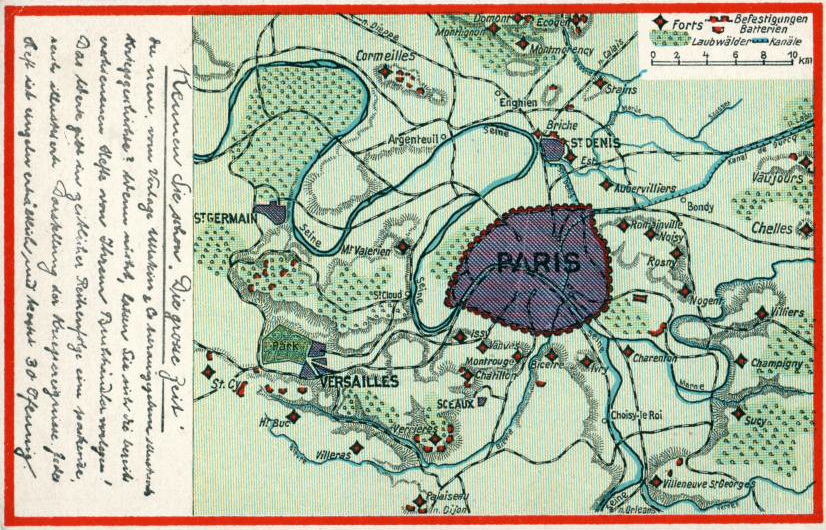
Le fortificazioni attorno a Parigi

Il sistema Séré de Rivières poggia sul concetto delle piazzeforti e delle ridotte difensive.

Le piazzeforti, veri e propri campi fortificati, permettono di costituire punti di forte resistenza attorno alle principali città. Sono allo stesso modo punti d'appoggio per portare eventuali contrattacchi. Fra le piazzeforti si trova talvolta una ridotta difensiva (una linea di più forti distanti ciascuno dall'altro alcuni chilometri) che permette di difendere lo spazio fra l'una e l'altra. Le linee costituite dalle ridotte non erano continue: in effetti si lasciarono di proposito degli spazi liberi, per "canalizzare" le avanzate nemiche. Tali spazi erano diretti su piazzeforti di seconda linea destinate ad arrestare l'avanzata nemica fino a che altre truppe manovrassero sui fianchi per prendere gli attaccanti alle spalle.
Possiamo citare, per esempio, l'interruzione di Charmes situata nei Vosgi fra le piazzeforti di Toul ed Epinal; essa doveva indirizzare il nemico sulla ben munita piazzaforte di Langres. Oltre a questi dispositivi erano predisposti una serie di ostacoli, ossia poderose fortezze isolate, disseminati sulla via degli invasori, al fine di rallentarne la progressione permettendo di ottenere un vantaggio sufficiente alla messa in campo di truppe incaricate del contrattacco.

## Anatomia di una piazzaforte
Una piazzaforte è costituita da una corona di forti disposti a raggiera attorno ad una città, all'incirca a una distanza di una dozzina di chilometri dal suo centro. Ogni forte può effettuare tiro di protezione sui suoi vicini per scoraggiare l'avanzata della fanteria; oltre ai forti principali esiste tutta una serie di installazioni destinate a servire le truppe che occupano gli spazi intermedi tra un forte e l'altro.
Si trovano quindi ridotte difensive destinate ad ospitare la fanteria, "ripari di combattimento" che permettono alle truppe di salvaguardarsi dai bombardamenti e utili anche come alloggi, postazioni per batterie intermedie destinate a ricevere pezzi d'artiglieria in aggiunta o in sostituzione delle artiglierie dei forti (nel 1915 si decise di disarmare parzialmente i forti del Sistema, giudicati troppo "concentrati" e dunque troppo facili ad essere presi!).
Dietro la linea dei forti si stende tutta una serie di impianti destinati al sostegno logistico. Al centro della piazzaforte si trovano i magazzini centrali dei viveri, dei materiali e delle munizioni, da cui partono i rifornimenti per i forti e la linea del fronte tramite una rete di ferrovie a scartamento ridotto lungo la quale sono disposti depositi intermedi.

## I forti Séré de Rivières

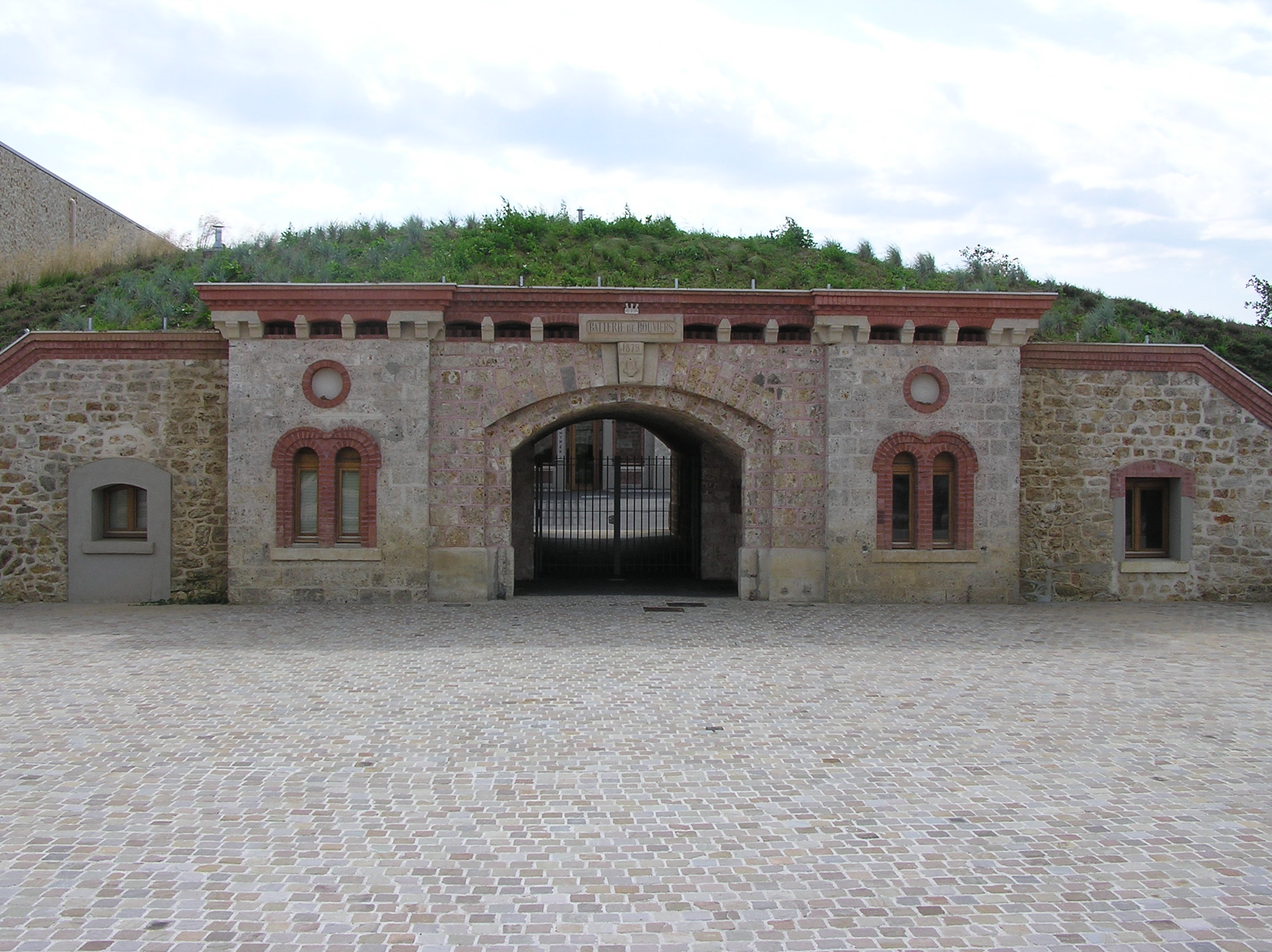
L'entrata principale della Batteria de Bouviers a Guyancourt.

Si possono descrivere tre tipi differenti di forti: i forti d'arresto, i forti di ridotta e i forti di piazza. Oltre a ciò si possono differenziare i forti fra quelli ammodernati e quelli rimasti nello stato d'origine.
Il forte d'arresto è per definizione isolato dal sistema. Deve quindi essere in grado di funzionare in maniera autonoma ed assicurare la propria difesa; spesso di grandi dimensioni, ha un campo di tiro in tutte le direzioni.

I forti di ridotta e di piazza possono contare sul sostegno dei forti loro vicini e non devono in genere difendersi che su un solo fronte. L'artiglieria è quindi concentrata in direzione dei forti vicini e della zona da controllare di competenza.

### I forti di prima generazione
Questi forti, non modernizzati, sono realizzati prevalentemente in muratura, utilizzando in grande proporzione la pietra; contornati da un fossato, profondo 6 metri e largo 12, delimitato da un muro di scarpa (di contenimento del massiccio del forte) verso l'interno, e, verso l'esterno, da un muro di controscarpa.
Nei forti Séré de Rivières è raro trovare fossati colmi d'acqua. Alcuni muri di scarpa sono muniti di feritoie per la difesa del fossato, difesa demandata ad organi di fiancheggiamento chiamati "caponiere", costruite ai salienti del forte, al livello del fondo del fossato, talvolta semplici (una sola direzione di tiro), o doppie (due direzioni di tiro, a difendere due porzioni di fossato).
L'entrata al forte è data generalmente da un ponte mobile. All'interno del perimetro del forte si trovano una o più caserme (talvolta a più piani) seminterrate, destinate all'alloggio della truppa, dotate di cucina, cisterne d'acqua potabile (alimentate dall'acqua piovana, da sorgenti o da pozzi) e talvolta forni per panificazione.
Altro luogo importante del forte è la polveriera, che centralizza l'immagazzinamento dei differenti esplosivi ed artifici. Questo locale, chiuso da due porte a triplice serratura, è costruito in modo da isolare il più possibile le polveri dall'umidità e dal fuoco; ricoperto da un grosso spessore di terra, riceve luce da un sistema di lampade a petrolio sigillate da vetri blindati e accessibili unicamente dall'esterno della polveriera.
L'artiglieria dei forti è schierata il più delle volte all'aria aperta, su piattaforme di tiro inframmezzate da riservette, piccoli locali interrati destinati allo stoccaggio dei materiali necessari al funzionamento dei pezzi, e per i proiettili pronti all'impiego. Le piattaforme di tiro possono trovarsi sul tetto della caserma (forte "a cavaliere"): in tal caso alcune riservette comunicavano direttamente con la caserma.

In altri casi l'artiglieria può trovarsi in casematte di muratura o blindate (casematte Mougin), in alcuni forti in torrette (torrette Mougin).
Il personale di fanteria è composto unicamente dalla guarnigione del forte, in grado di schierarsi in postazioni appositamente allestite a sbalzo sul fossato.

### La modernizzazione

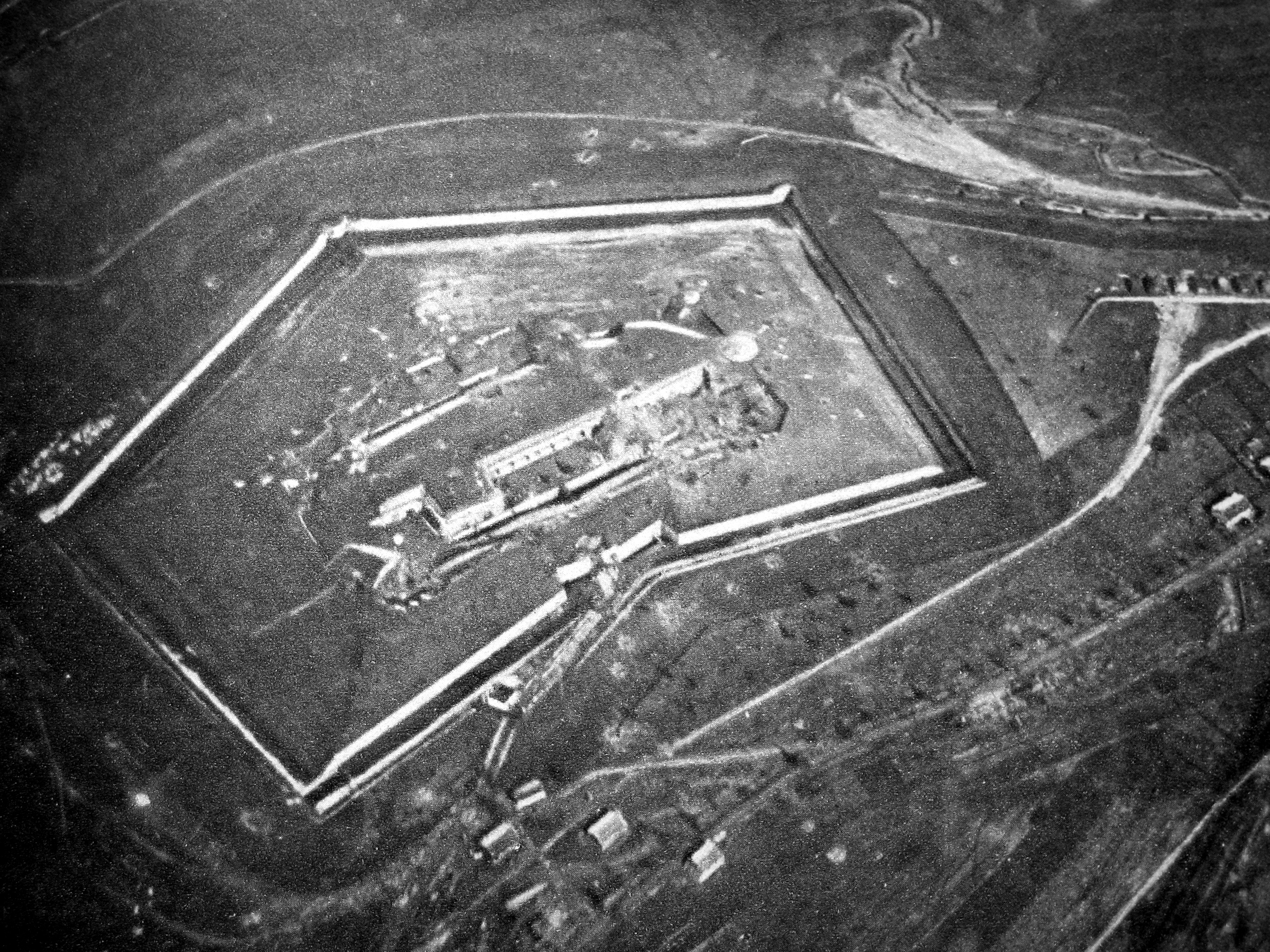
Veduta aerea del fort Douaumont: si riconosce l'impianto Séreé de Rivières, con pianta poligonale, fossato, scarpa e controscarpa, strutture semi interrate

Dopo la rapida evoluzione dell'artiglieria, alcuni forti, giudicati più importanti, subirono interventi di modernizzazione. Il problema era semplice: proteggere al massimo gli uomini e le armi. Dato che la maggior parte dei forti era già stata costruita, si decise di apportare solamente delle modifiche, senza ricostruirli da zero.
Così le caserme in muratura ricevettero una copertura supplementare di cemento per renderle adeguate ai nuovi mezzi di distruzione. In certi casi vennero costruite nuove caserme in cemento accanto alle preesistenti in muratura.
Le polveriere avevano mostrato la loro vulnerabilità durante le prove effettuate al forte di Malmaison; si decise quindi di sopprimere i magazzini centrali e di ripartire la dotazione di esplosivi in vari punti, profondamente interrati per essere al sicuro dai proiettili più potenti.
Le caponiere, giudicate troppo fragili, furono sostituite da gallerie a controscarpa; meno esposte delle caponiere, tali gallerie erano parte del muro di controscarpa stesso, e conducevano al forte per mezzo di una galleria sotterranea che passava sotto il fossato.

In certi forti vennero create delle nuove entrate meglio protette dal tiro e situate sul fondo del fossato (chiamate anche "entrate di guerra").
Fecero la loro apparizione massiccia le corazzature e le casematte de Bourges. I pezzi d'artiglieria lasciarono le rampe e il tetto del forte per proteggersi sotto la blindatura delle corazze. Benché ridotti nel numero di pezzi, i forti conservarono tutta la loro potenza di fuoco: un pezzo sotto torretta equivaleva da solo ad un'intera batteria, ossia quattro pezzi all'aria aperta.
L'armamento di fanteria venne ugualmente rinforzato da torrette a scomparsa per mitragliatrici e per proiettori; anche gli osservatori presero posto in postazioni blindate.
Possiamo poi notare l'apparizione, nei forti importanti che subirono ammodernamenti, di una centrale elettrica.

### I forti dopo il 1885
I forti costruiti dopo questa data, interamente in cemento, dovettero comunque subire le conseguenze della riduzione dei finanziamenti destinati alle fortificazioni. Furono ridotte al minimo le opere in muratura, e le dimensioni più contenute rispetto ai predecessori.

### Ultimi lavori durante i combattimenti
Al tempo delle battaglie attorno a Verdun, cui i forti Séré de Rivières presero sovente parte, le truppe, preoccupate per la resistenza del cemento, iniziarono a trincerarsi creando sotto ogni forte vaste reti di gallerie per collegarne al coperto le varie parti, e per servirsene come alloggi.
Furono aperte nuove entrate ai forti, più arretrate e meno esposte, e allestiti posti per mitragliatrici protetti da blindature leggere (casematte Pamard). Tali lavori furono chiamati "lavori del '17" (perché realizzati per la maggioranza in quell'anno), e prefigurarono l'evoluzione delle fortificazioni verso il "tutto sotterraneo" degli anni trenta e della linea Maginot.

## Galleria d'immagini

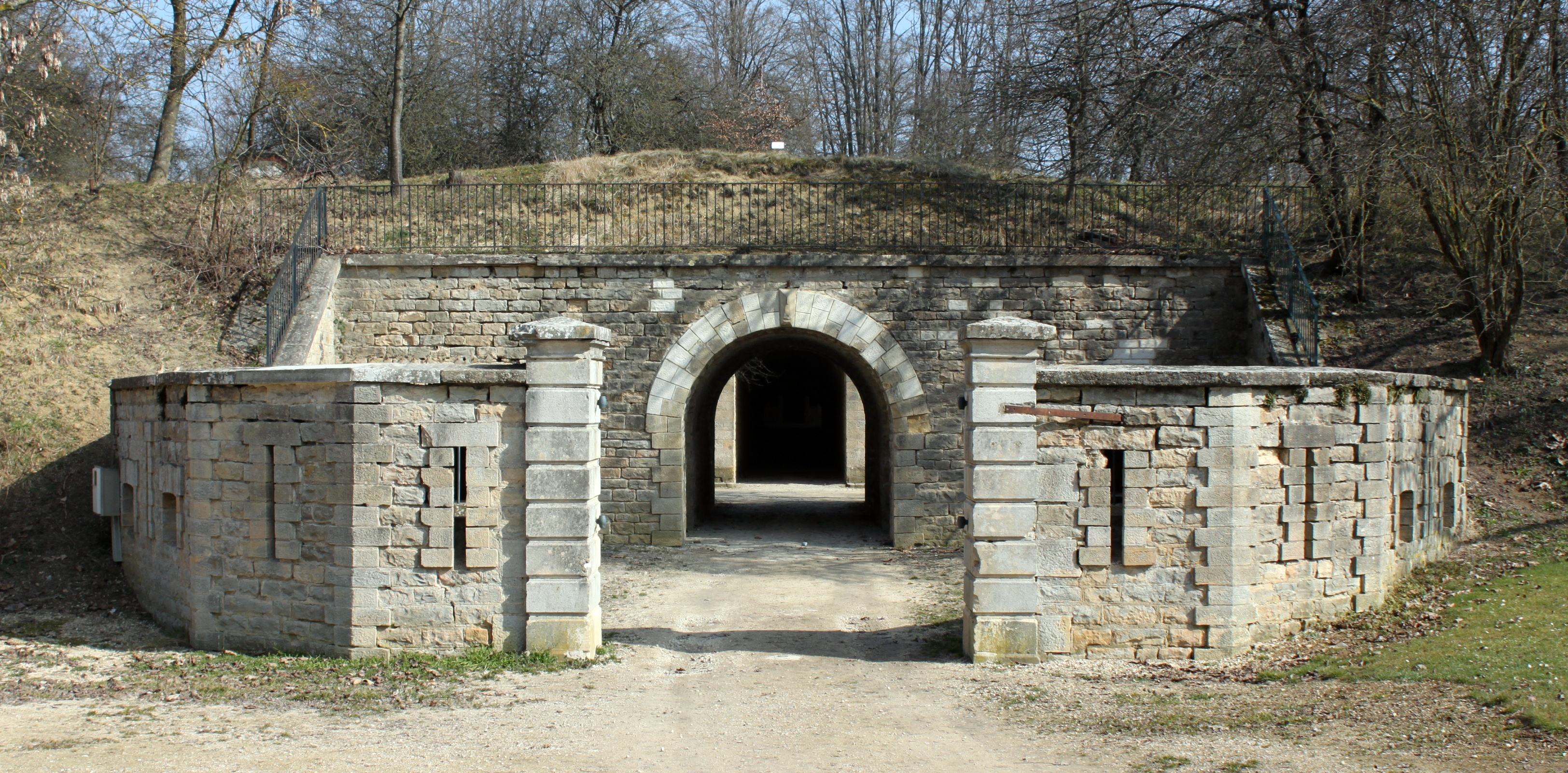
La Ridotta di Saint-Apollinaire.
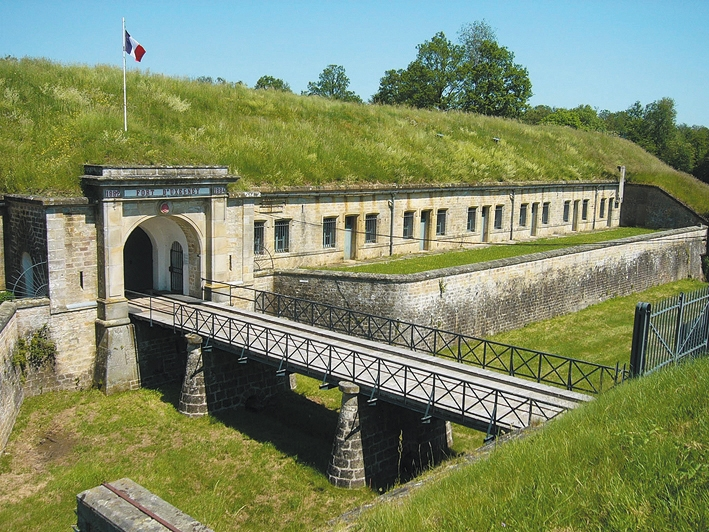
Entrata del Forte di Uxegney, a Uxegney in Lorena. Costruito tra il 1882 e il 1884 e rimodernato nel 1914.
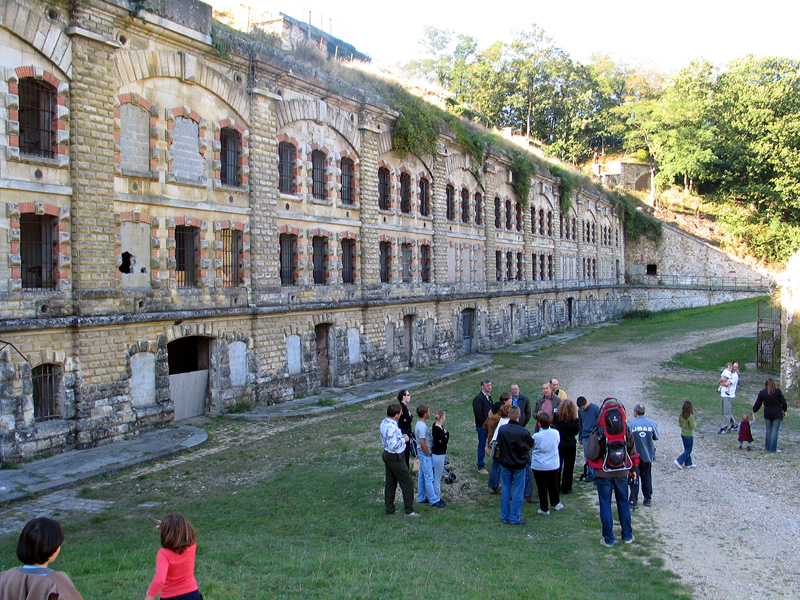
Il Forte di Cormeilles-en-Parisis.
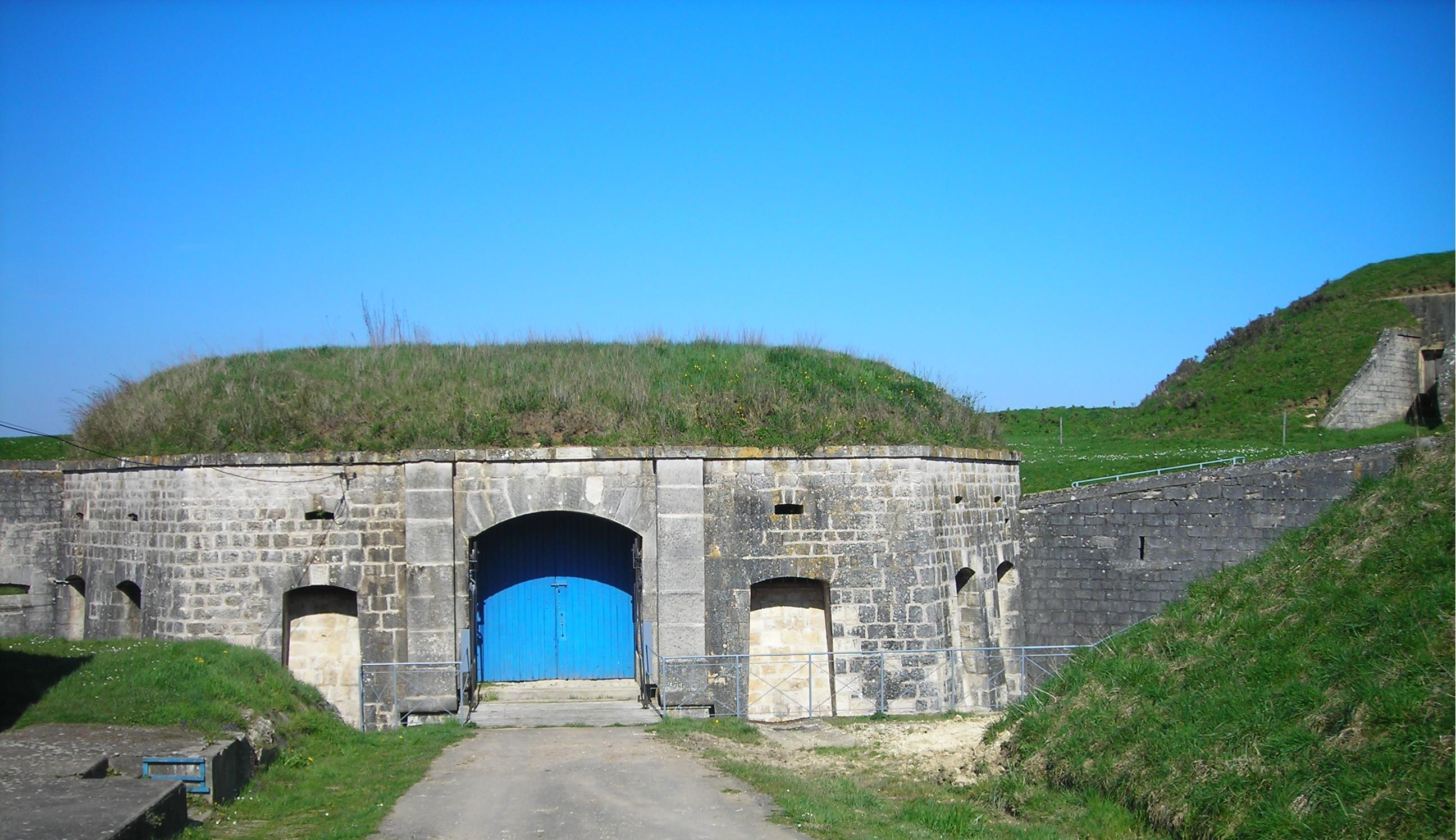
Il Forte di Villey-le-Sec.
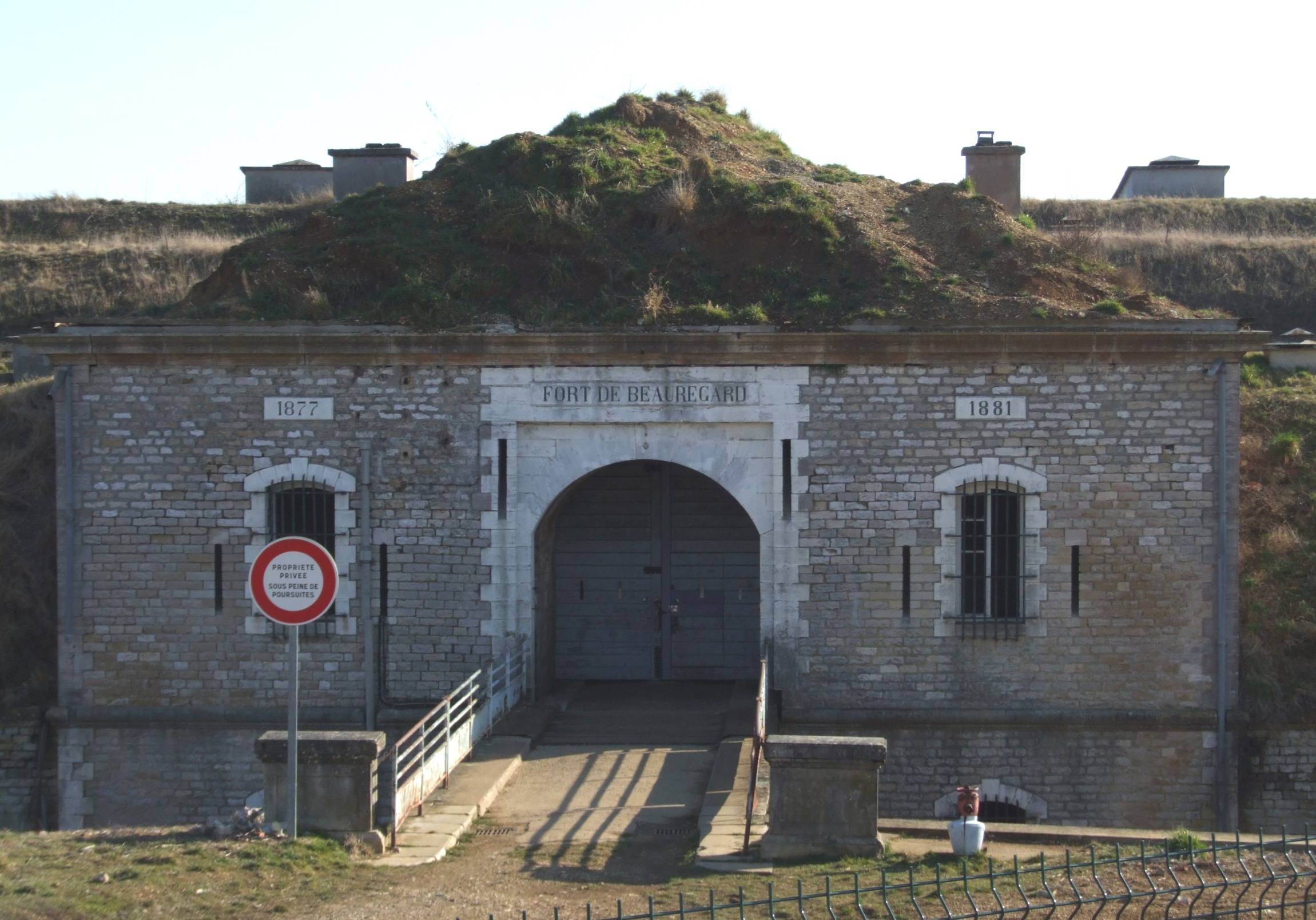
Entrata del forte di Beauregard.
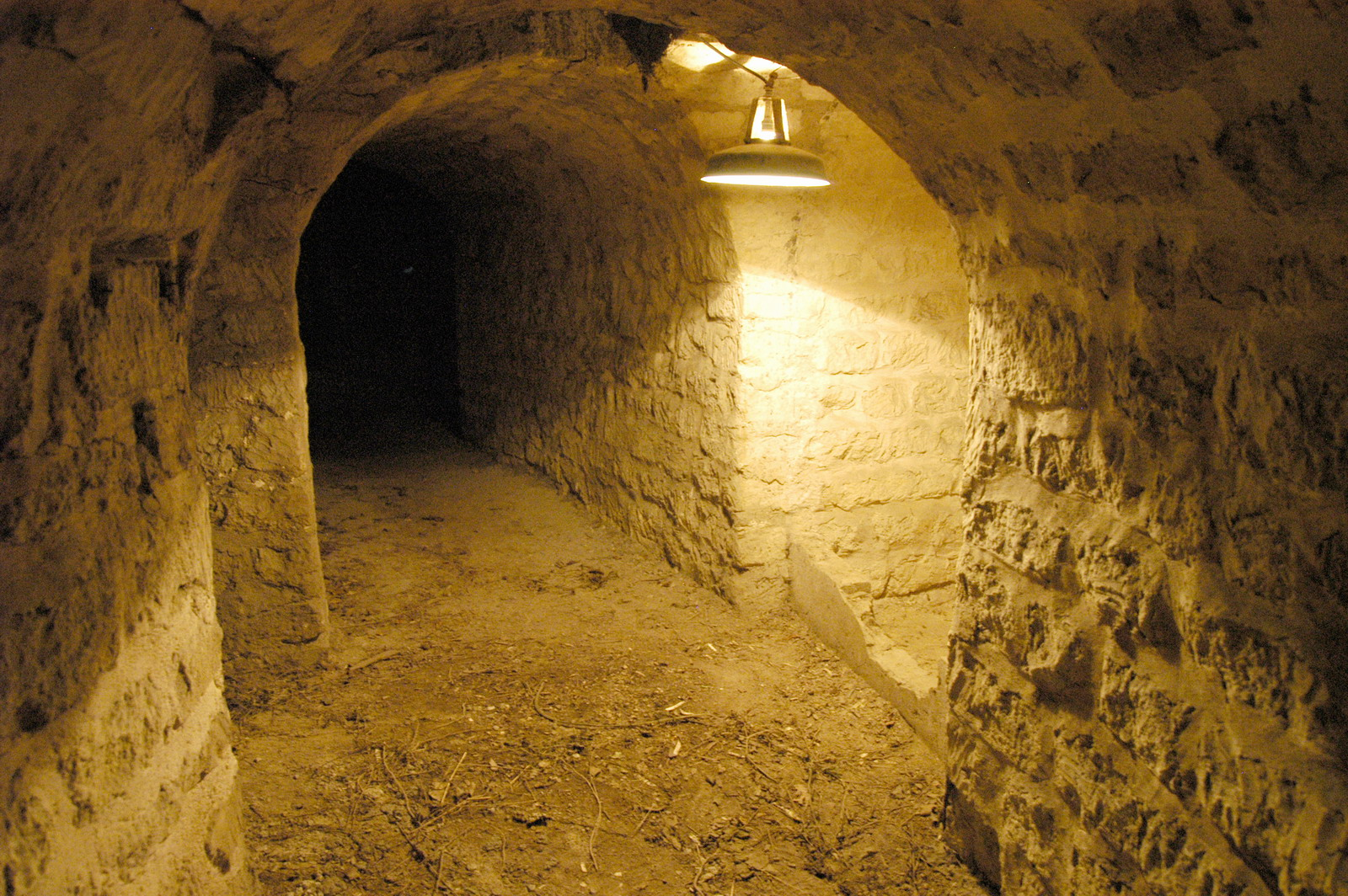
Una galleria sotterraneo di controscarpa nella Ridotta di Butte-Pinson.
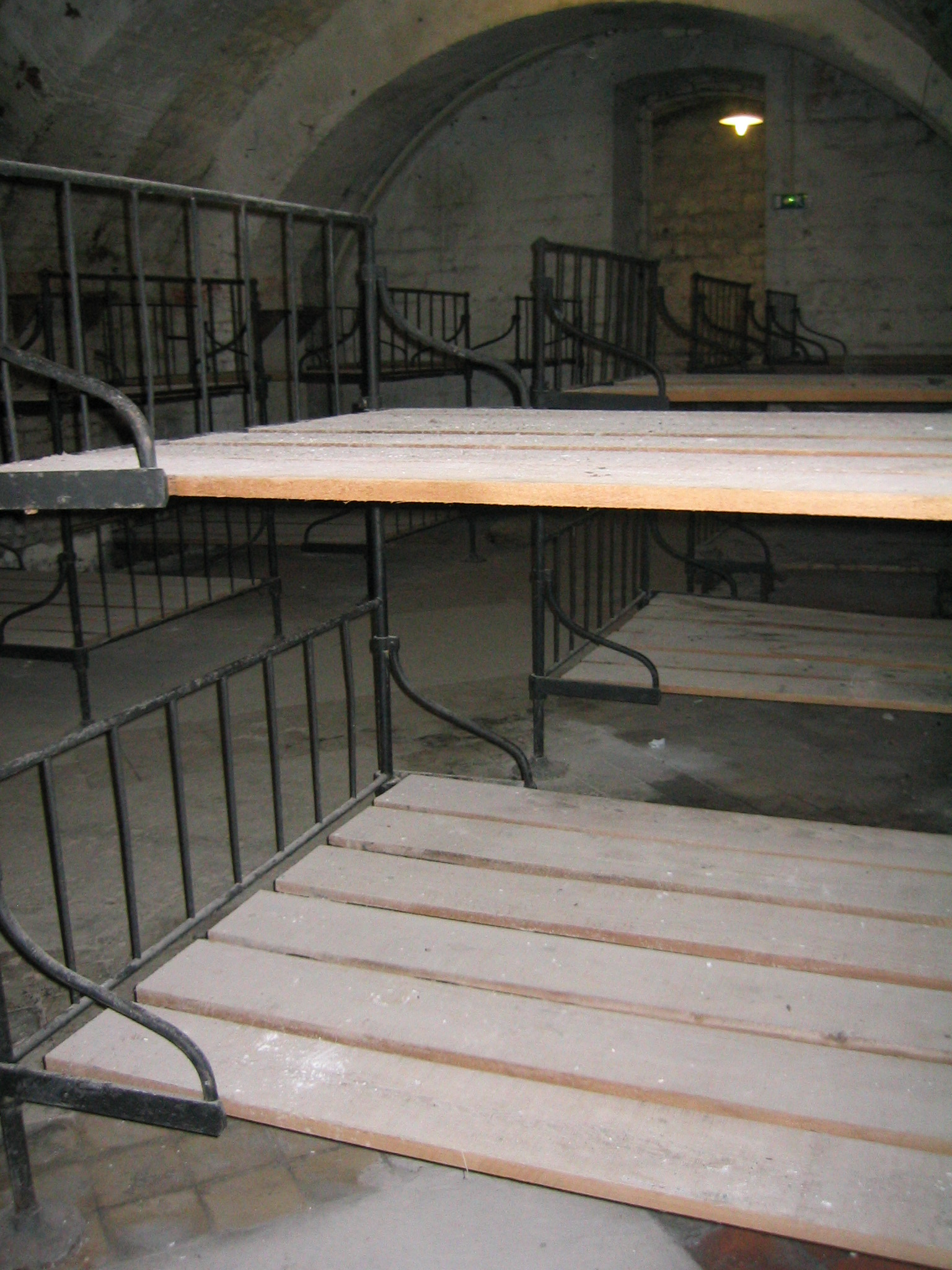
Ricoveri dentro il Forte di Vaux.
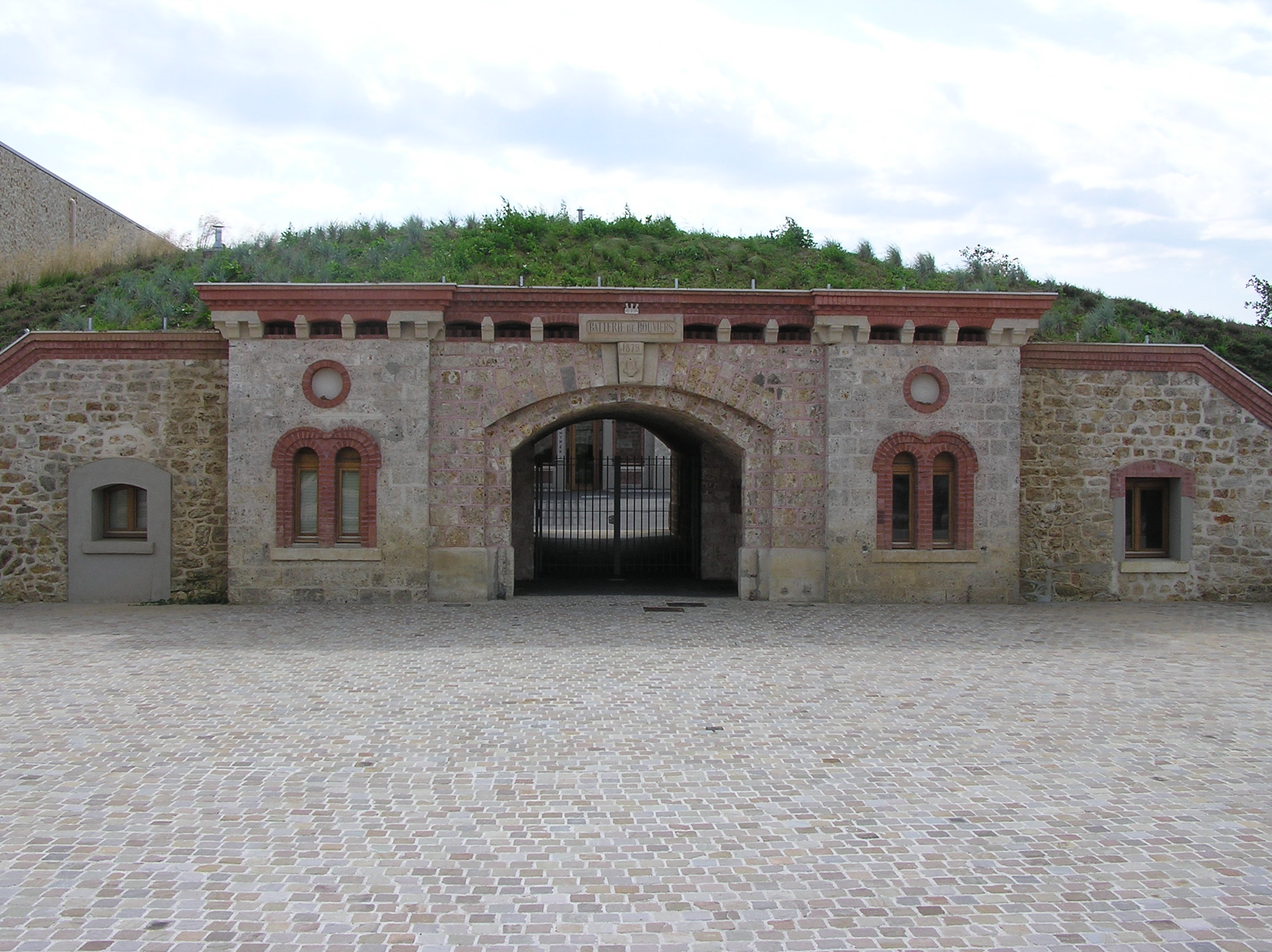
La Batteria di Bouviers a Guyancourt.
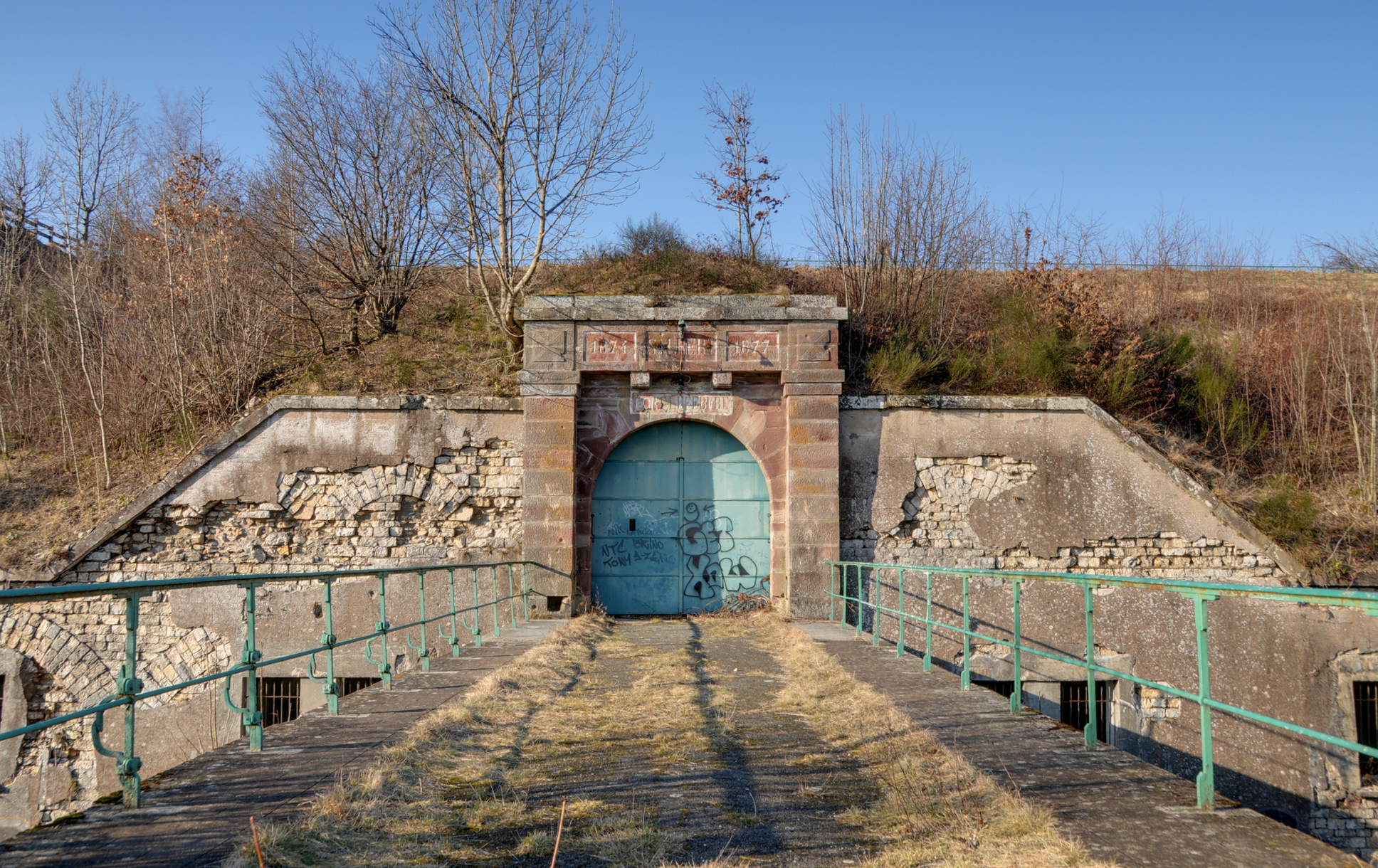
Entrata principale di forte di Salbert.
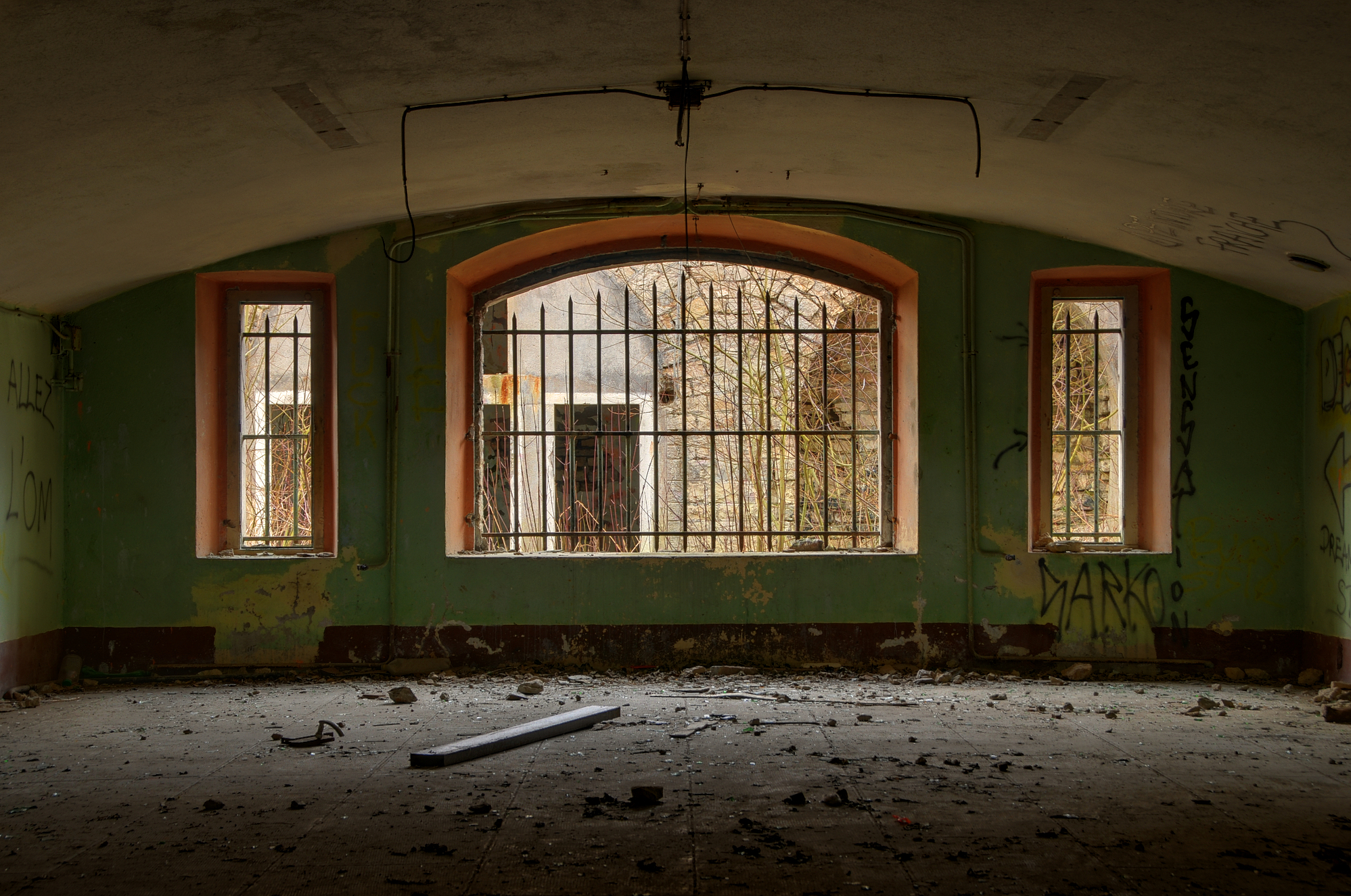
Ricoveri nel forte di Salbert.
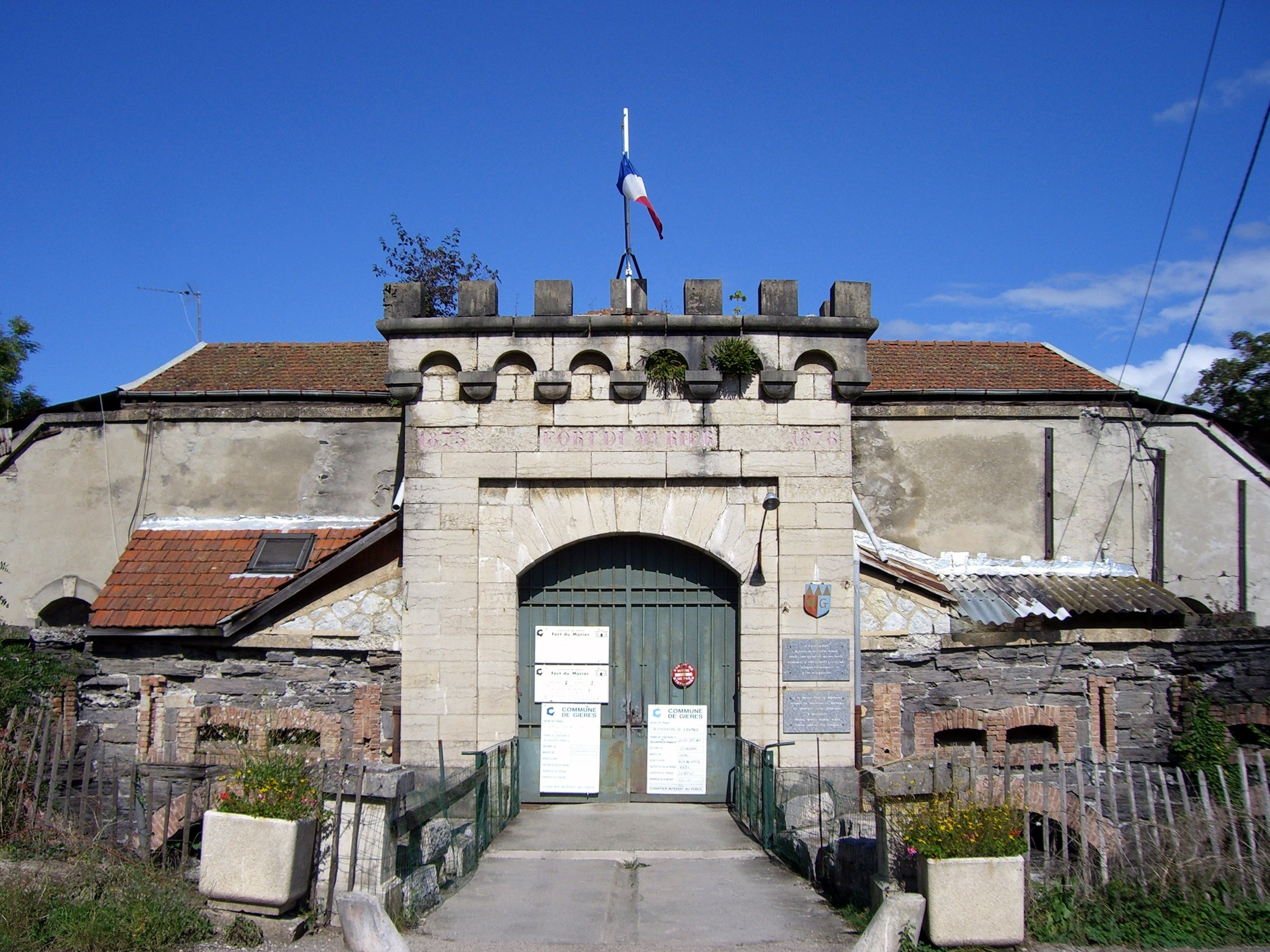
Entrata principale di Forte di Mûrier a Gières
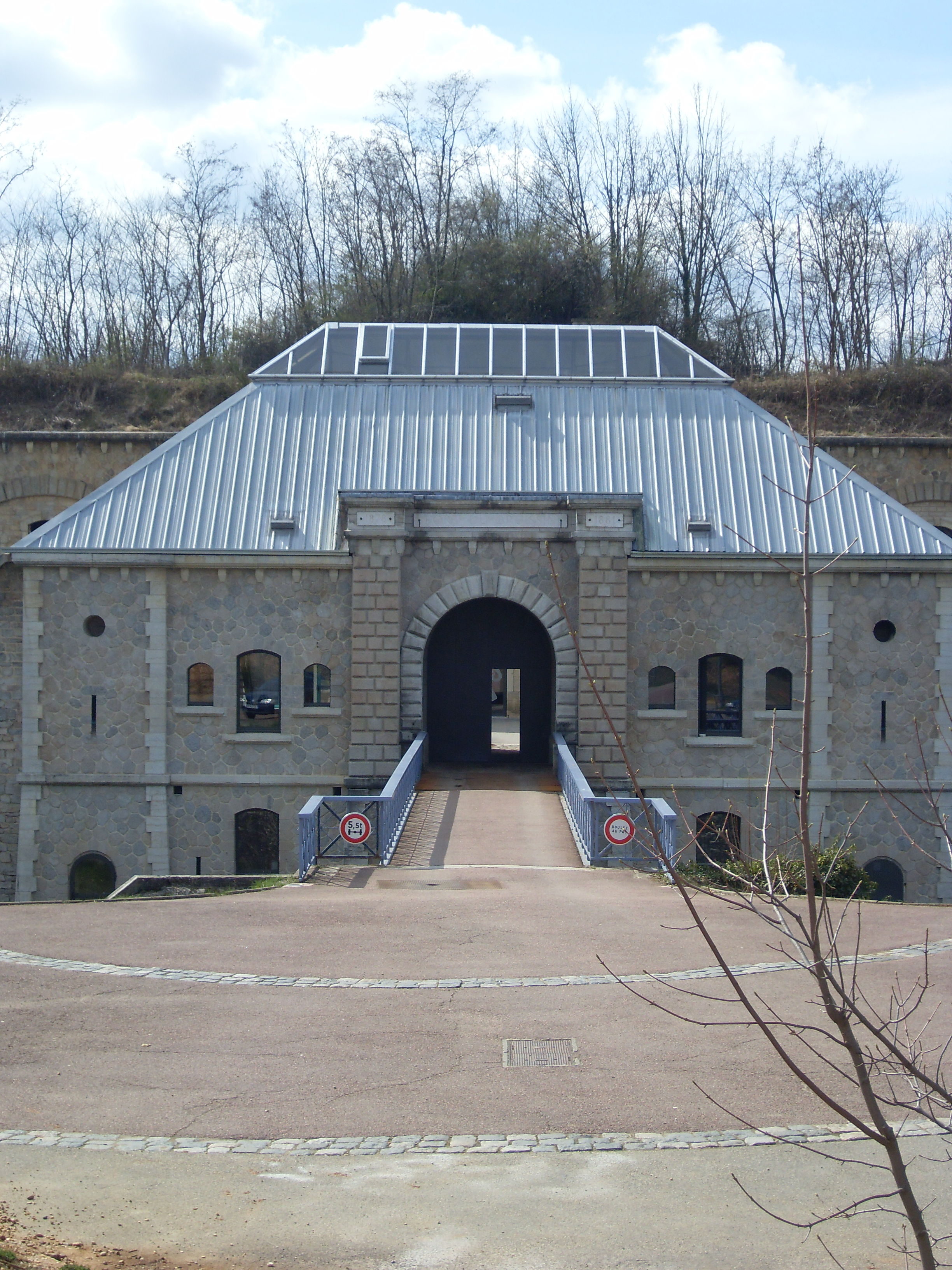
Entrata di Forte di Bruissin a Francheville
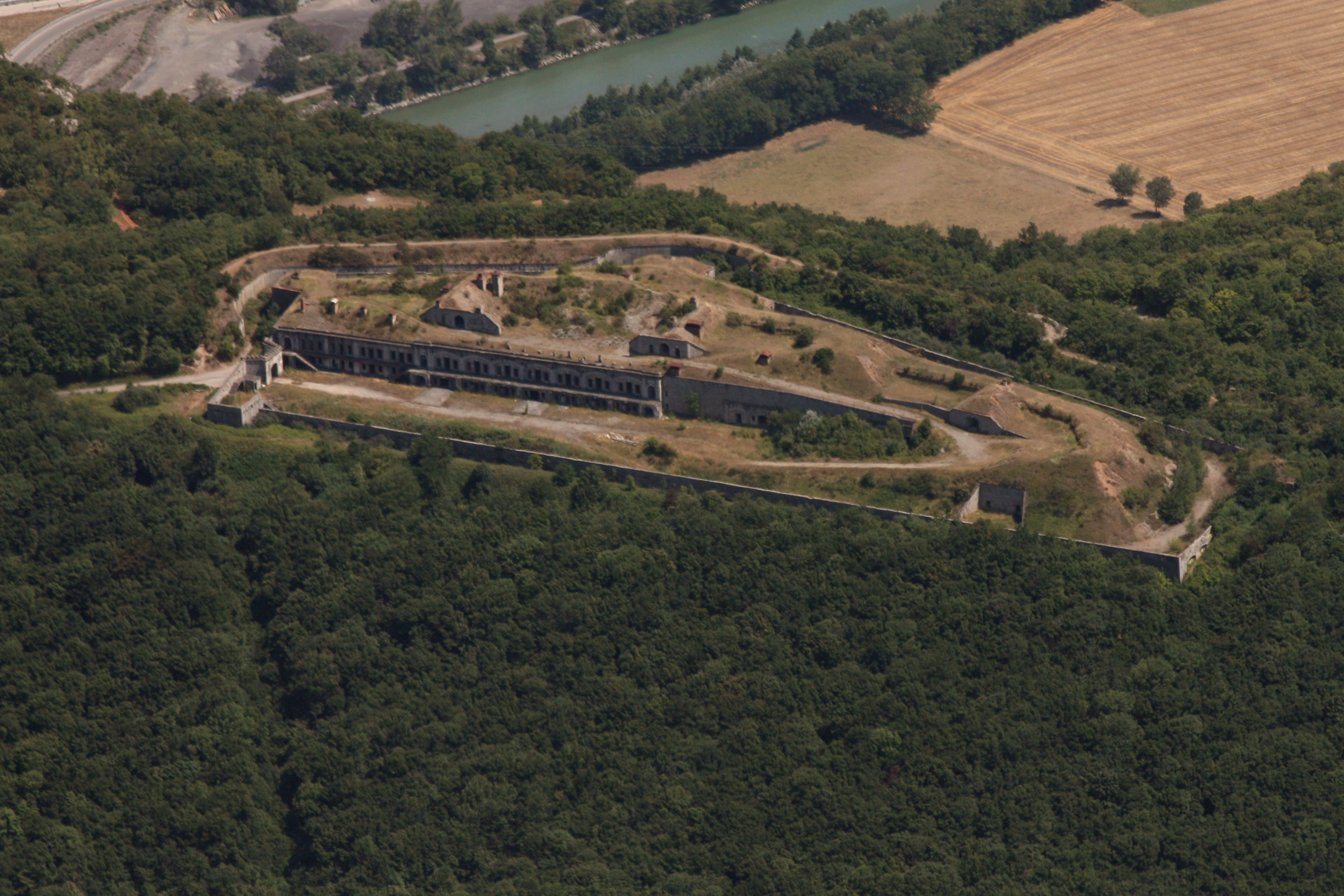
Il Forte di Comboire a Claix
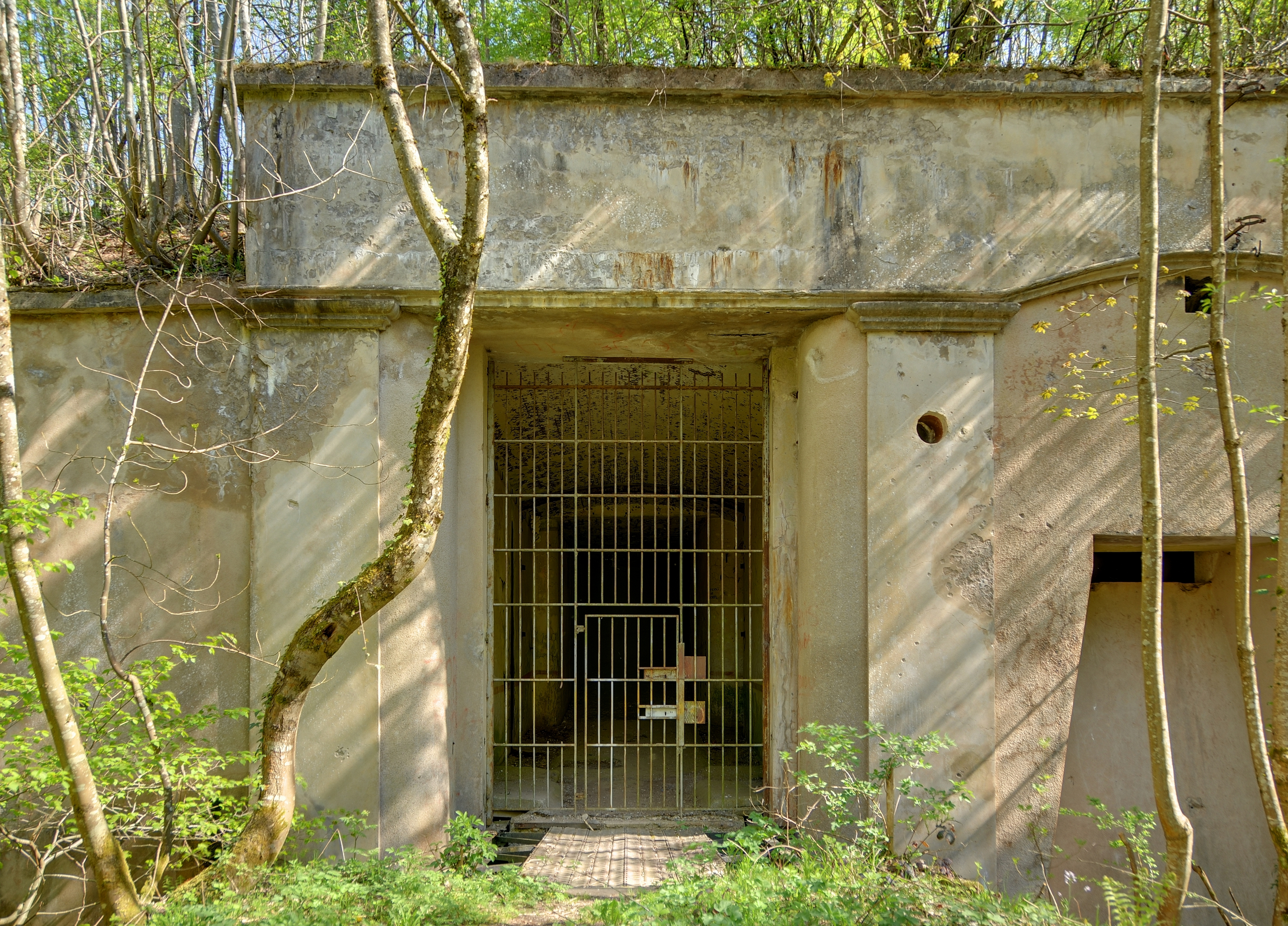
Entrata principale di fort de Roppe.
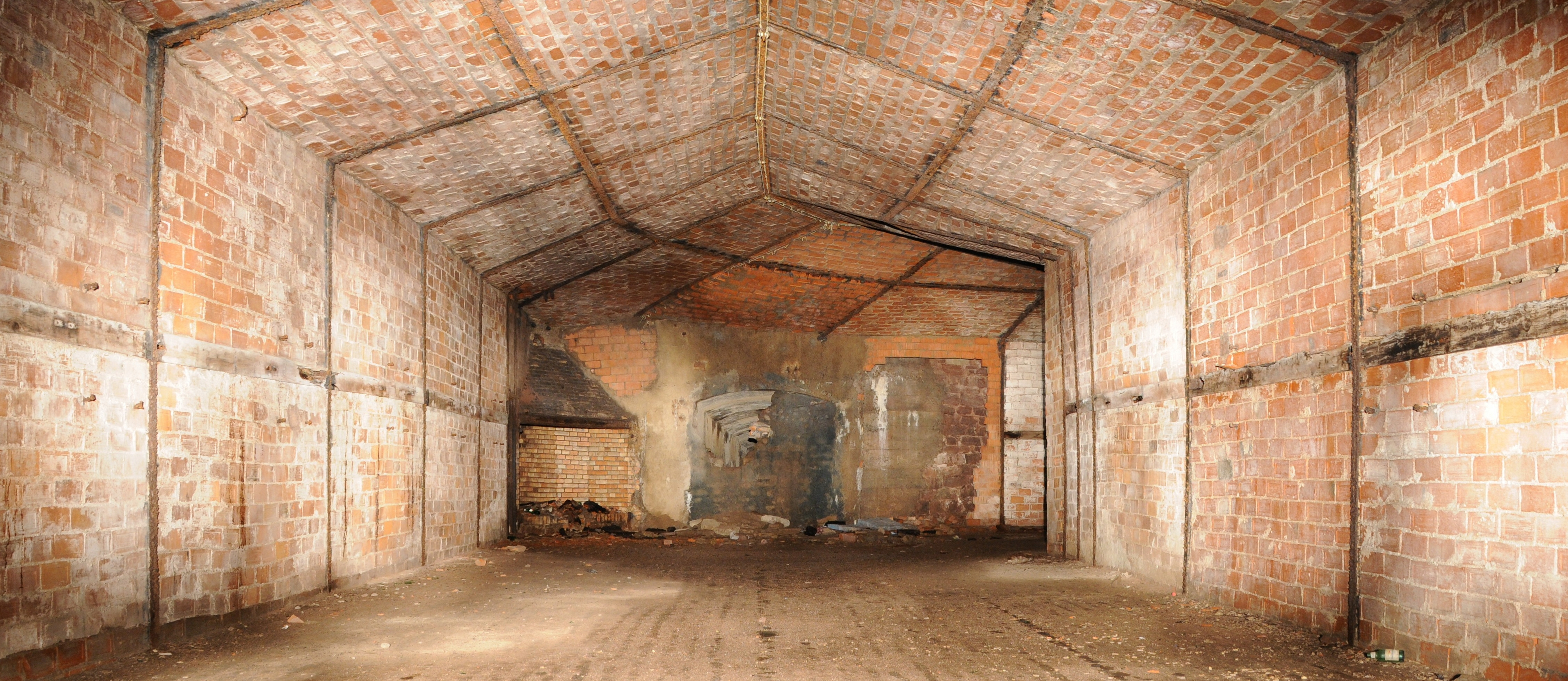
Dans l'abri-caverne du fort de Roppe.